# 年齢詐称
年齢詐称（ねんれいさしょう）とは、自身の年齢や生年月日を意図的に偽る（事実と異なる年齢や生年月日や学年を申告する）行為のこと。
詐称の理由としては、
- 実年齢での活動によって社会的な不利益があるため（年齢の下限・上限による制限がある場合など）
- 詐称者個人が見栄を張るため

などがある。

## 歴史
江戸時代には武家当主の早世による家の断絶を避けるため末期養子の制度ができたが、年齢制限があったため相続を行うために年齢を詐称することがあった。表沙汰になれば処分の対象ともなったが後年黙認された。

## スポーツ
一定の年齢以下に制限されたサッカー大会への出場や野球選手としての将来性を高く見せかけるためなどで年齢を若く偽ることがある。
一部のアフリカ諸国でFIFA U-17ワールドカップなどを目指す若者へのプレッシャーの高さと出生証明書の不確かさなどに起因して年齢が偽られることが横行した。クラブは成長性を買って10代の選手を好んでスカウトする傾向がある。FIFAの調査によれば2003年、2005年、2007年のU-17ワールドカップで最大35パーセントの選手が年齢超過していた。2004年の全国高校総体バスケットボール種目で、福岡第一高等学校のセネガル人留学生ディアン・ティエルノ・セイデゥ・ヌロ（当時22歳）が1986年10月4日生まれ（当時17歳に相当）と偽って出場し同校が優勝していたことが判明したため、2011年9月に優勝が取り消された。
体操では若い方が有利なため年齢を水増しする動機がある。2000年シドニーオリンピックの体操競技女子団体で中国が銅メダルを獲得したが、メンバーのひとりが年齢制限が「16歳以上」であった同大会に「14歳で出場」したことが2010年に明らかになった。そのため、IOCは中国の銅メダルを剥奪し、アメリカ合衆国を繰り上げ銅メダルとした。
野球ではMLBを頂点とするアメリカで年齢を詐称する者がおり、ドミニカ共和国で問題となっている。理由はドミニカ共和国出身者はアメリカ合衆国籍やプエルトリコ籍の選手と異なり、ドラフトを経ずにMLBの球団と契約する。この際、年齢を若く詐称することでより多くの契約金を得ることができるためである。また、ただ年齢を詐称するのではなく、名前も同時に詐称することも多い。これは身元照会の際に追及を躱す為である。
例としてドミニカ共和国出身のロベルト・ヘルナンデスを挙げる。ヘルナンデスは契約金の上積みを目的に「ファウスト・カモーナ」を名乗り、3歳若く年齢を詐称して2000年のプロ入り以降10年以上カモーナとして過ごした。ところが、2011年1月にビザの詐称からカモーナが偽名である上に年齢詐称を行なっていたことが発覚し、MLBはカモーナことヘルナンデスを制限リストに入れた。同年7月に本名のヘルナンデスとしてビザの発給が済んだ後に制限リストからは外されたが、21日間の出場停止処分をリーグから下された。

## 芸能人
芸能人（特に女性のアイドルや声優）は自身の年齢を数歳詐称するか、あるいは最初から生年すら公表しない者も多い。また年度初頭（4 - 5月頃）生まれの場合、同一年度末（翌年2 - 3月頃）生まれとするケースもある。
例えば眞鍋かをりは、本当の誕生日は1980年（昭和55年）5月31日であるが、過去のプロフィール上は、その生年月日が属する年度の最終日前日である「1981年（昭和56年）3月31日」としていた。

## 本人の意図しない「詐称」
- 映画『ミラクル・ワールド ブッシュマン』で主演を務めたサン人のニカウ（ナミビア出身）は公的な記録上は死亡時59歳だった[13]。しかしパスポートの生年月日が正確ではなく係官が歯を見て推測で決めたものだったと言われる[14]。
- アメリカ野球界の巨人とされるベーブ・ルースは自分の生年月日を1894年2月7日だと信じており、1934年にパスポートを申請した際に出生証明書では1895年2月6日とされていることを知った後も、ルースはそれを無視して2月7日を誕生日として祝い続けた[15]。
- かつてギネス世界記録で世界最長寿の男性として認定されていた泉重千代は、記録上は120歳237日とされていたが、2009年版から掲載時に信憑性が疑問視されるようになった。2011年版になると泉の120歳説を否定する新証拠があり、「兄の戸籍と混同されていた」として「実際の没年は105歳の可能性がある」と指摘されるようになったため、2012年版からギネス認定が取り消されることになった[16][17][18]。
- 戦後生まれの日本人でも、戸籍上の生年月日が実際の生年月日と異なる場合がある。竹山隆範（カンニング竹山）は本当の誕生日の3月30日ではなく4月2日に生まれたものとして届けられた[19]。この原因としては、役所の休業などで届け出が遅れた、数え年や学校年度などの調整、当人とは反対の性別の節句と同日にならないようにする、などがある。